# Valdefinjas
Valdefinjas es un municipio y localidad española de la provincia de Zamora, en la comunidad autónoma de Castilla y León. Cuenta con una población de 59 habitantes (INE 2024).

## Historia
Como el resto de alfoz toresano, durante la Edad Media Valdefinjas quedó integrado en el Reino de León, cuyos monarcas habrían acometido la repoblación de la localidad dentro del proceso repoblador llevado a cabo en la jurisdicción toresana.
Ya en la Edad Moderna, Valdefinjas estuvo integrado en la provincia de Toro, dependiendo desde la Edad Media del arciprestazgo toresano, siendo desde las Cortes leonesas de 1188 una de las localidades representadas por la ciudad de Toro en Cortes.
No obstante, al reestructurarse las provincias y crearse las actuales en 1833, la localidad pasó a formar parte de la provincia de Zamora, dentro de la Región Leonesa, integrándose en 1834 en el Partido Judicial de Toro.

## Geografía humana

### Demografía
Cuenta con una población de 59 habitantes (INE 2024).

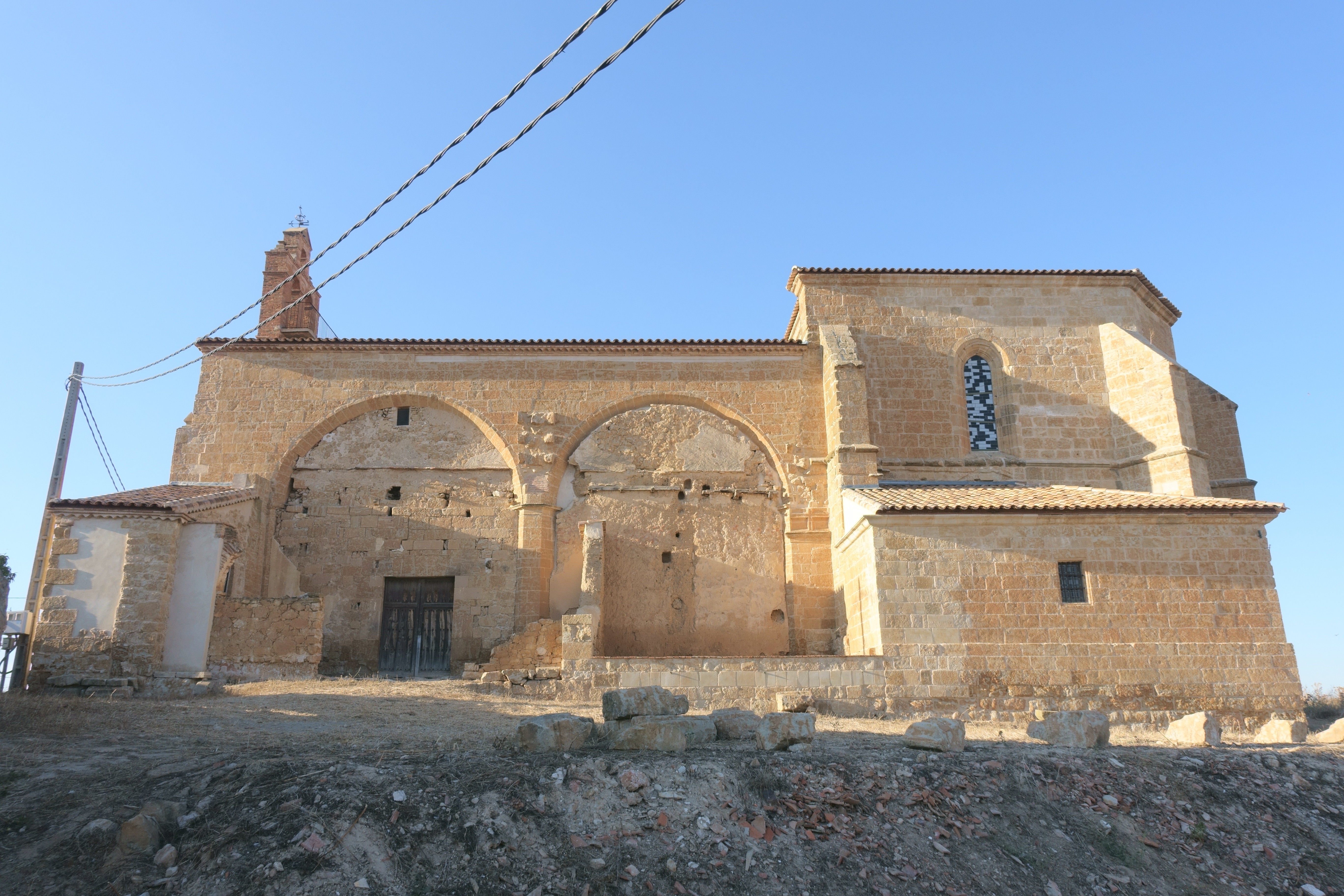
Iglesia de la Asunción de Nuestra Señora

| Gráfica de evolución demográfica de Valdefinjas entre 1842 y 2021                                                     |
| |
| Población de derecho según los censos de población del INE. Población de hecho según los censos de población del INE. |

### Economía
Es un población enmarcada en la Denominación de Origen Toro, produciendo vinos, la mayoría caseros, aunque recientemente se haya afincado una bodega en el municipio. La ocupación principal es la agricultura y la ganadería.

## Cultura
Su cultura popular es fiel reflejo de la localidad próxima de Toro.
Se celebran sus fiestas en mayo (Patrón) y recientemente se ha recuperado la tradición de celebrar las Águedas.
Canciones tradicionales son el Tío Babú y el Bolero de Algodre.